# Ascenseur à bateaux
Pour les articles homonymes, voir Ascenseur (homonymie).
Un ascenseur à bateaux est un dispositif de franchissement de dénivelé pour bateaux, permettant à une embarcation de franchir rapidement de grandes différences de niveau entre deux plans d'eau (deux biefs). 
Généralement dans un ascenseur à bateaux, le bateau est levé ou abaissé dans un bac rempli d'eau. Le premier avantage par rapport à une écluse est de pouvoir franchir de plus grandes différences de niveau. Le second avantage est une consommation d'eau infime. Le désavantage réside dans la difficulté technique de mise en œuvre, ainsi que dans le coût de construction et d'exploitation d'un tel ouvrage. Les tonnages transportables sont également limités étant donné les masses énormes mises en mouvement. Les deux côtés du bac, ainsi que les deux extrémités du canal, sont fermées pendant les opérations de levage, et ne sont ouvertes que pour le passage des bateaux. 

## Types d'ascenseurs à bateaux
Parmi les ascenseurs à bateaux, quatre types peuvent être distingués :
- l'ascenseur à bateaux vertical par lequel un ou plusieurs bacs sont déplacés verticalement d'un niveau d'eau à l'autre.  Plusieurs dispositifs techniques existent pour permettre un tel mouvement :
  - l'ascenseur funiculaire : le bac est maintenu par des câbles, et son poids est compensé par un contrepoids (par exemple l'ascenseur à bateaux de Niederfinow ou le double ascenseur à bateaux de Scharnebeck),
  - l'ascenseur à flotteur : le bac est monté sur une colonne enfoncée dans un puits.  Cette colonne est flottante, et l'ajout d'eau dans ce puits permet de faire monter le bac (par exemple les ascenseurs à bateaux d'Henrichenburg ou l'ascenseur à bateaux de Rothensee).  Ce type d'ascenseur peut ne comprendre qu'un seul bac,
  - l'ascenseur en balance hydraulique : les deux bacs, fonctionnant en parallèle, sont animés par un système hydraulique, le poids des deux bacs se compensant (par exemple les ascenseurs à bateaux du Canal du Centre belge ou l'ascenseur à bateaux d'Anderton, en Angleterre) ;

- le plan incliné qui permet le transport d'un navire dans un bac sur une pente aménagée à cet effet, généralement sur voie ferrée. Un principe de sas mobile, descendant et montant alternativement le long d'un plan incliné a été présenté devant l'Institut par MM. de Solages et Bossu en 1800[1], décrit par certains auteurs comme un système « d'écluse sèches »[2]. Comme pour les ascenseurs verticaux, le contrepoids peut être traditionnel (comme pour le plan incliné de Saint-Louis-Arzviller) ou constitué par un autre bac.  Le bac peut être transporté axialement (c'est le cas du plan incliné de Ronquières, en Belgique ou du plan incliné de Krasnoïarsk, en Russie) ou de travers (comme à Saint-Louis-Arzviller).  Le transport peut également être opéré à sec, sans bac, également sur voie ferrée, une configuration que l'on retrouve aux plans inclinés du canal d'Elbląg en Pologne, au ber roulant de Big Chute au Canada), appelé parfois chemin de fer pour bateaux ((en) Marine railway, (de) Schiffseisenbahn).  Parmi les technologies proches l'on rencontre :
  - l'écluse diagonale[3], qui attend une première réalisation concrète.  Cette écluse diagonale s'inspire, en lui reprenant juste les meilleures idées et en l'appliquant à des ouvrages beaucoup plus modestes, de l'écluse tubulaire préconisée à la fin du XIXe siècle par l'ingénieur italien Caminada (de) pour un projet de liaison à grand gabarit de la plaine du Pô à celle du Rhin, en passant à travers les Alpes (de),
  - la pente d'eau : Le canal du Midi et le canal de Garonne comprennent chacun un ouvrage original d'un principe proche de celui du plan incliné, les pentes d'eau, dont celles de Montech et de Fonserannes;

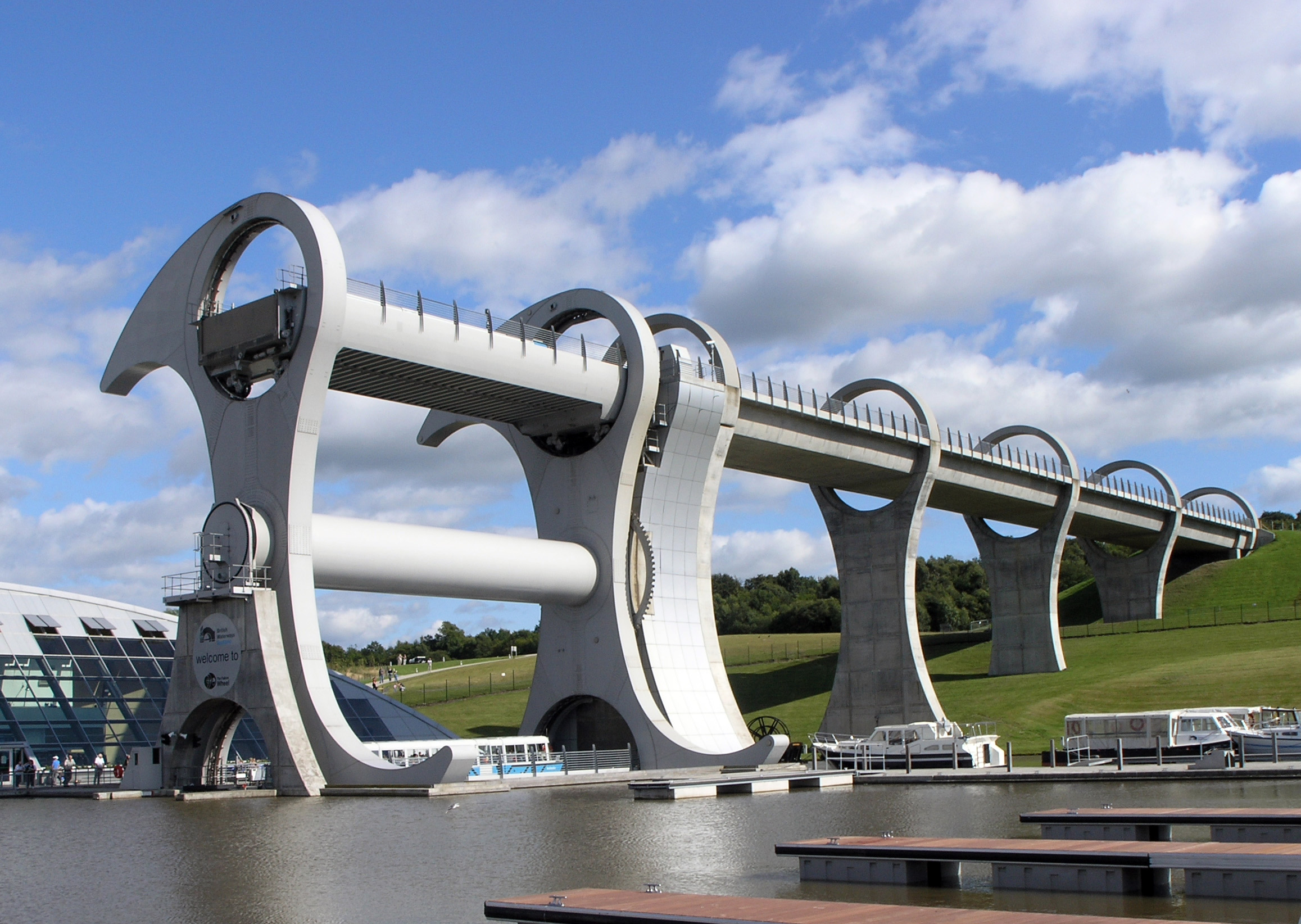
Ascenseur à bateaux rotatif à Falkirk (Écosse)

- l’ascenseur à bateaux rotatif, dans lequel les bacs sont déplacés vers le haut ou le bas en tournant autour d'un axe métallique comme une roue de fête foraine (par exemple, la roue de Falkirk ou le Millennium Link en Écosse) ;

- l'ascenseur à caisson, dans lequel le bateau se trouve placé dans un caisson étanche, puis mis dans une colonne d'eau d'un diamètre supérieur à la taille du caisson.  Selon le lestage du caisson, celui-ci monte ou descend dans cette colonne.  Une fois arrivé, le caisson est récupéré et ouvert, et le bateau peut le quitter vers le canal.  L'ascenseur à caisson du canal à charbon du Somersetshire près de Bath, Angleterre, a fonctionné en 1798 et 1799.  Il fut achevé, mais il ne dépassa pas le stade des essais : il fut remplacé par un plan incliné, puis par des écluses.

## Principes de fonctionnement
Le poids d'un bac plein est pratiquement constant, que celui-ci soit occupé par un bateau ou non, puisqu'un bateau déplace précisément son poids net en eau (principe d'Archimède). Par conséquent, le contrepoids et/ou la force d'élévation des bacs peut être ajusté précisément, de sorte que la puissance d'entraînement par rapport au poids déplacé soit très faible. Ainsi, par exemple, actionner un bac de l'ascenseur à bateaux de Scharnebeck, près de Lunebourg (de: Lüneburg) ne nécessite qu'un total de quatre moteurs électriques de 160 kW, pour soulever le bac pesant environ 5 800 tonnes. 
Certains ascenseurs à bateaux, dont les ascenseurs à bateaux du Canal du Centre belge, peuvent être manœuvrés sans quasiment de puissance supplémentaire. Il suffit de remplir un peu plus le bac à descendre que l'autre bac (ou le contrepoids), pour que son poids soit légèrement supérieur et entame sa descente pendant que l'autre, simultanément, monte. Sur le canal du Centre belge, une seule personne est nécessaire pour actionner un ascenseur, simplement responsable des tuyauteries qui vont permettre d'ajouter ou de retirer de l'eau à l'un des bacs.

## Écluses

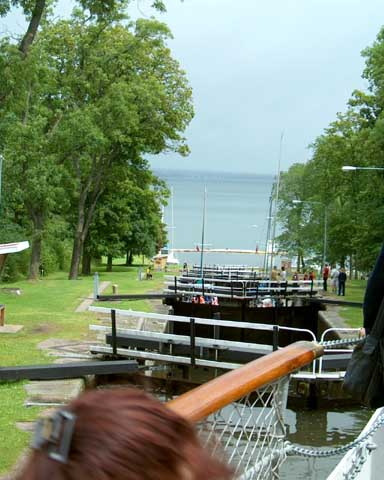
Escalier d'eau sur le canal Göta, descendant vers le lac Boren (Suède)

Le principe de l'écluse à sas est très abusivement attribué à Léonard de Vinci. En fait, les études montrent que ce type d'ouvrage est apparu progressivement et bien avant sa naissance, vers la fin du Moyen Âge, en rapprochant deux pertuis à bateaux pour leur faire encadrer un bassin (qui deviendra le sas) à niveau variable. Des ouvrages intermédiaires de ce type, nommés « bassin à portes marinières » ou « paléo-écluse » sont aujourd'hui encore bien visibles sur le Thouet, en aval de Montreuil-Bellay, et la Lawe, à la Gorgue, dans le Nord.
Une écluse « moderne » est généralement constituée d'un bassin, généralement rectangulaire en plan, fermé par une porte à chacune de ses extrémités. L'espace entre ces deux portes détermine ainsi un volume d'eau modulable, que l'on peut mettre au niveau de l'un ou l'autre des deux biefs séparés par l'ouvrage. C'est ce que l'on appelle techniquement une écluse double (car deux portes : une en amont et l'autre en aval). Ce type d'ouvrage existe par milliers, et est le moyen le plus simple pour faire passer des bateaux d'un niveau à l'autre d'un canal ou d'une rivière rendue navigable. En certaines circonstances d'autres types d'écluses peuvent être envisagées ;
- l'écluse longue : il s'agit d'une écluse double, mais dont la distance entre les deux portes permet le passage d'un navire sans s'arrêter alors que le niveau d'eau entre celles-ci monte ou descend vers le niveau inférieur ou supérieur.

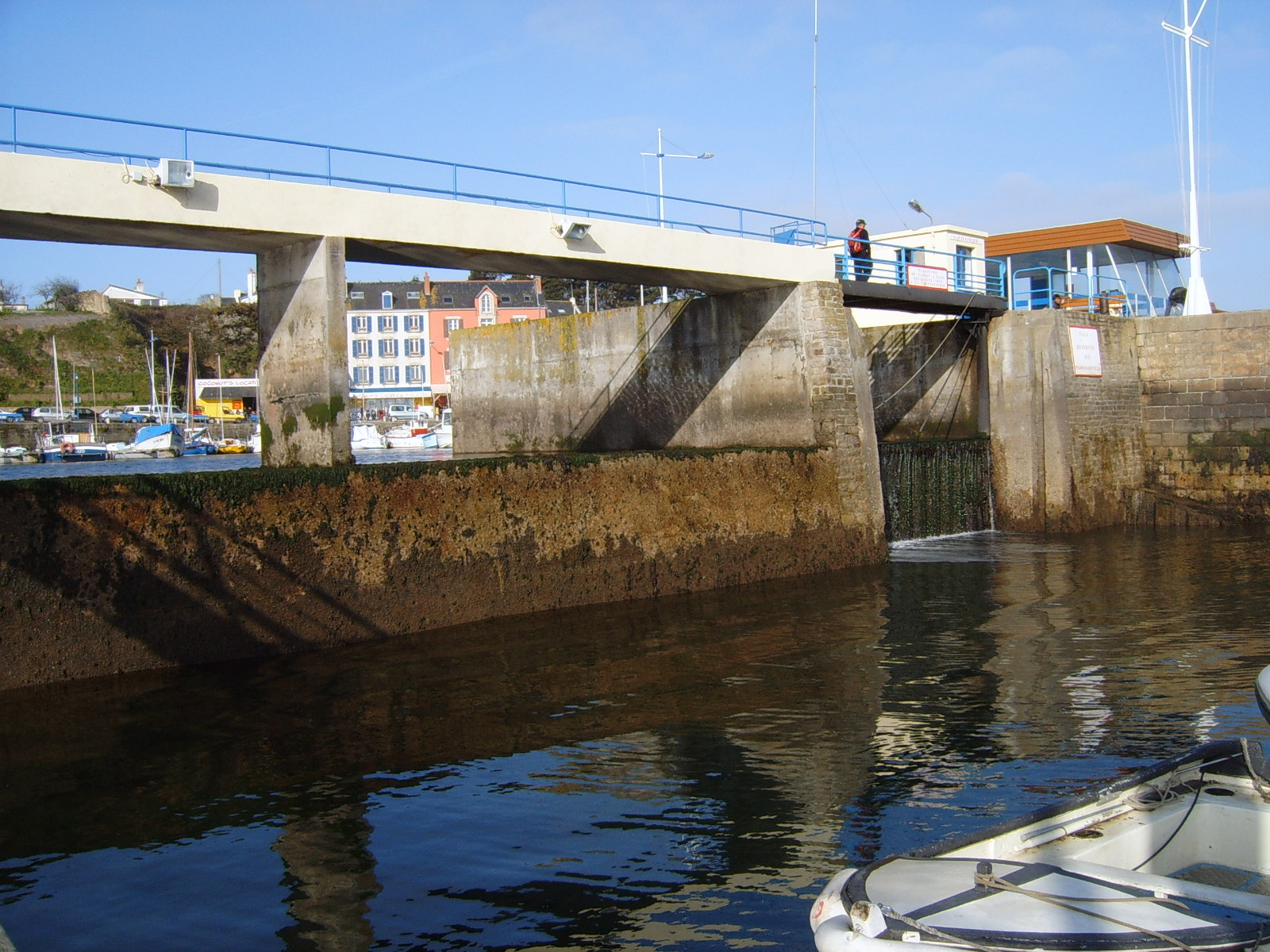
Écluse simple entre les deux niveaux du port à Port Tudy (Groix) (France)

- l'écluse simple : il s'agit d'une simple porte qui n'est ouverte que lorsque des deux côtés de celle-ci, la hauteur d'eau est identique. Ce dispositif est notamment utilisé dans les ports maritimes, sensibles aux marées. Une des plus importantes se situe sur le canal de Kiel.

On appelle aussi « écluse simple » l'ancêtre de l'écluse à sas, à savoir le pertuis à bateaux ou « porte marinière », système brutal et archaïque de franchissement des barrages des moulins, sur les rivières. La terminologie est très ambiguë en ce qui concerne les notions d'« écluse simple » et « écluse double ».
- l'escalier d'eau, escalier d'écluses ou écluse multiple : le principe est la même que celui de l'écluse double, mais chaque sas s'ouvre directement sur un autre sas, et ainsi de suite. Pour chaque sas ajoutée, seule une porte doit être ajoutée, ce qui réduit les manipulations, les frais de maçonnerie et de charpente, et permet de franchir d'importantes dénivellations sur une courte distance. L'ancêtre de toutes les écluses multiples est l'écluse septuple de Rogny-les-Sept-Écluses(1609), sur le canal de Briare, et qui permettait à celui-ci de franchir un dénivelé de 24 m. L'escalier d'eau de Fonséranes ou les écluses de Saint-Roch sur le canal du Midi ou celui de Bingley en Angleterre fonctionnent sur ce principe.

- l'onde bleue : sur certains canaux et rivières, il serait possible de faire passer des bateaux d'un niveau à l'autre, vers l'aval ou l'amont, en ouvrant des portes, judicieusement espacées et de faible chute, de façon coordonnée au passage des bateaux, qui iraient sans s'arrêter et de façon progressive d'un bief à l'autre en garantissant la hauteur d'eau dans le canal. Son brevet a été déposé par l'ingénieur Jean-Marc Deplaix[4],[5].

## Histoire et performances

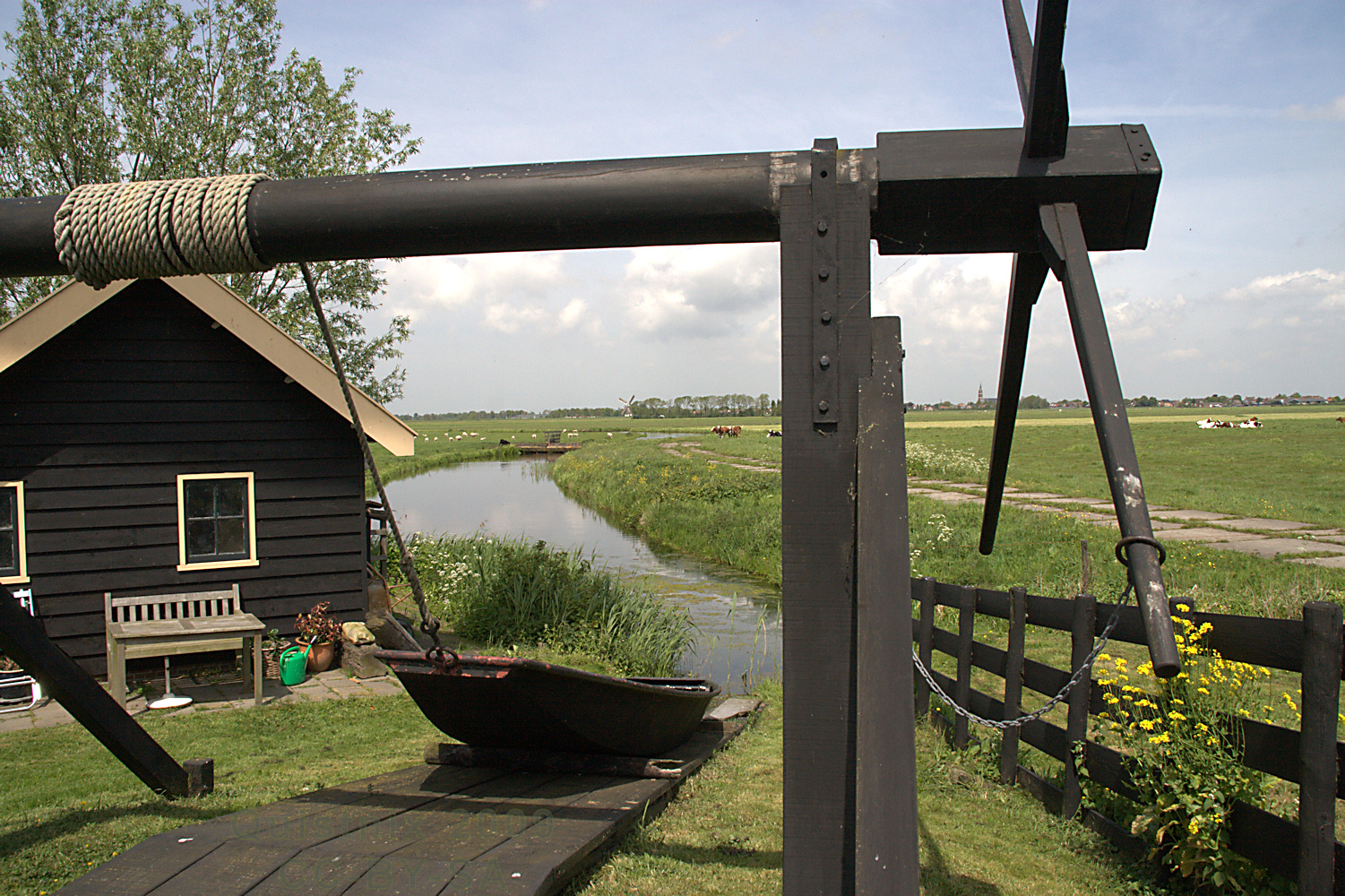
Un dispositif overtoom (Pays-Bas)

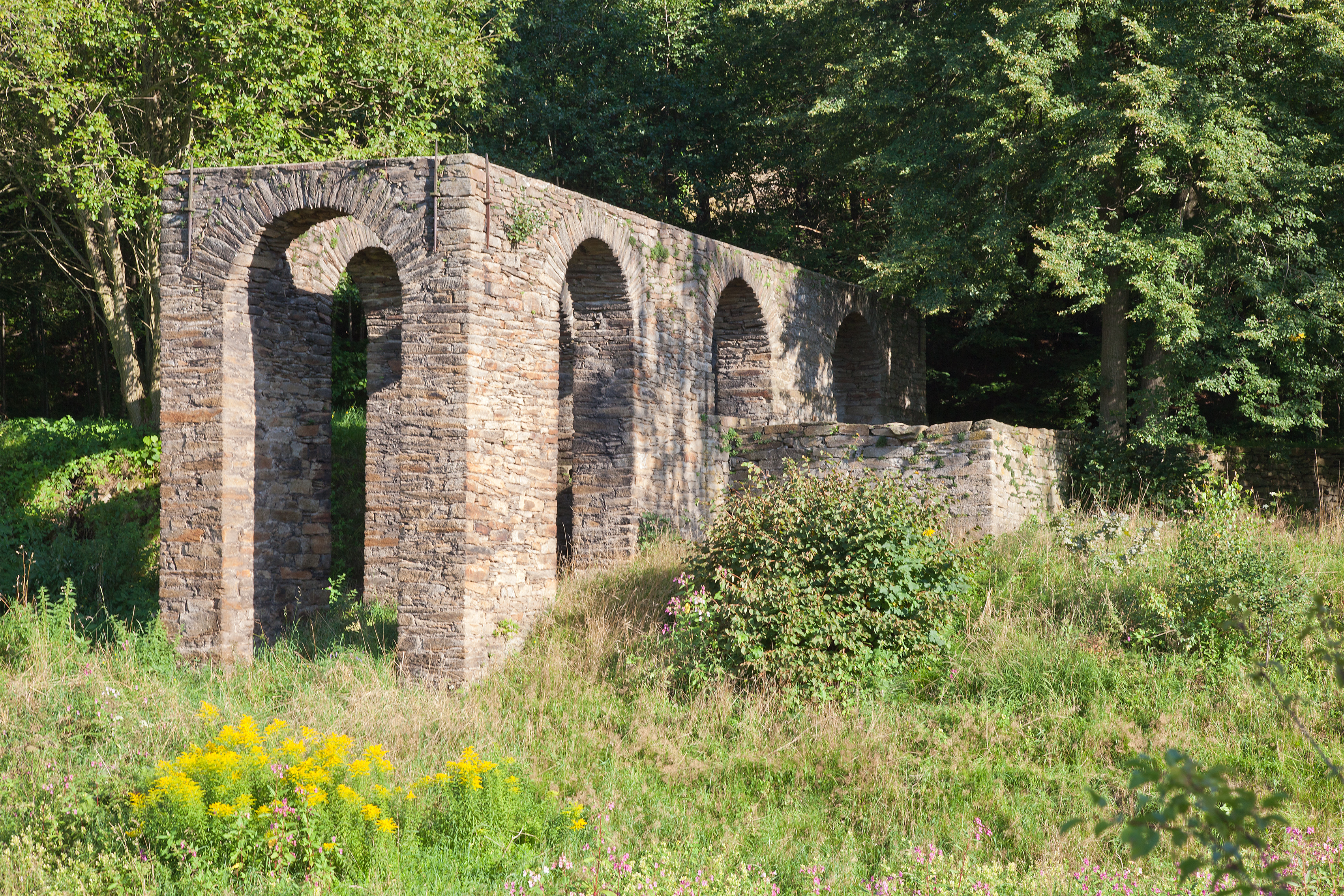
Les ruines du dispositif Kahnhebehaus à proximité de Halsbrücke (Allemagne)

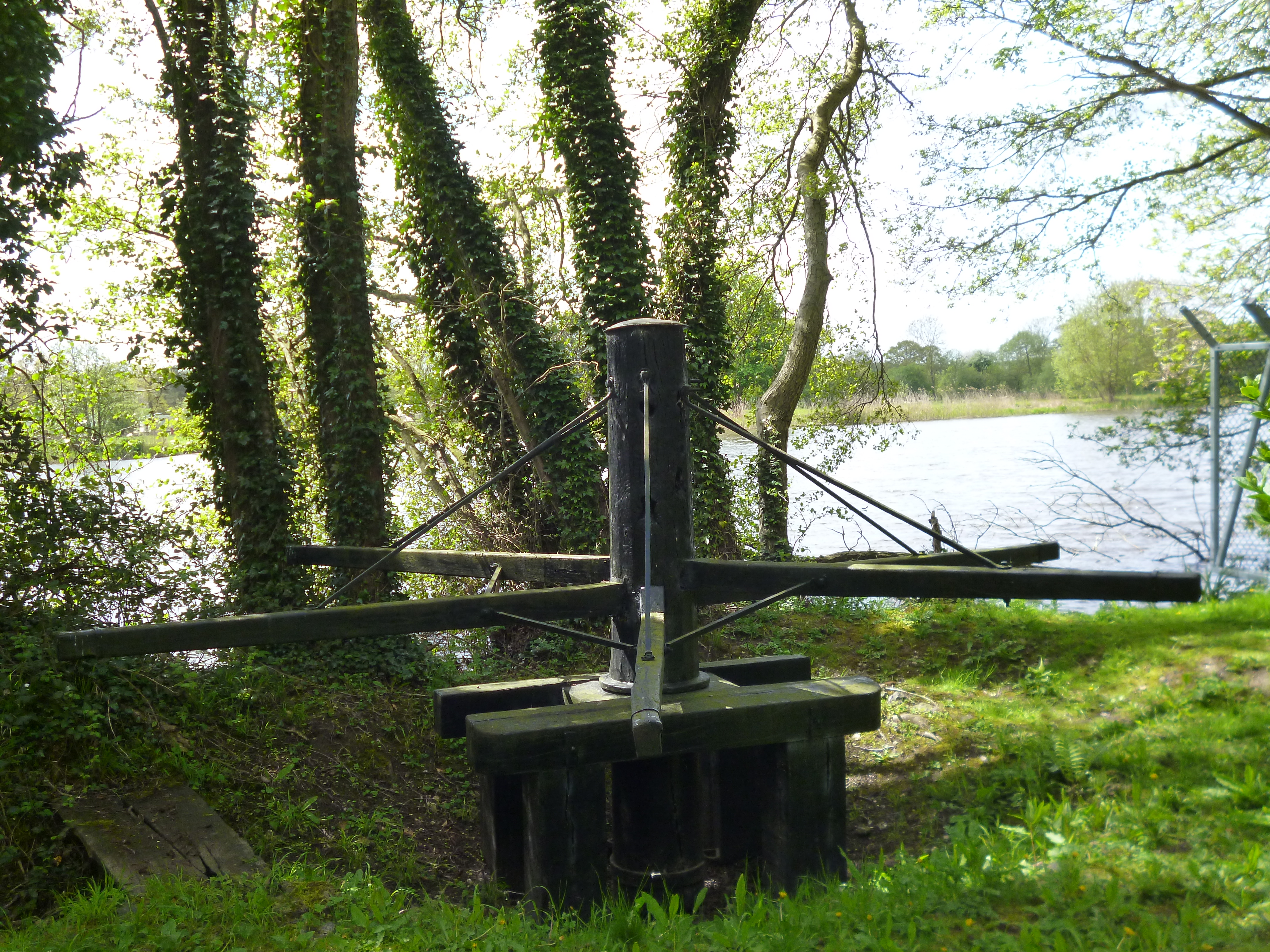
Treuil de pertuis à proximité de Hurley, dans le Berkshire (Angleterre)

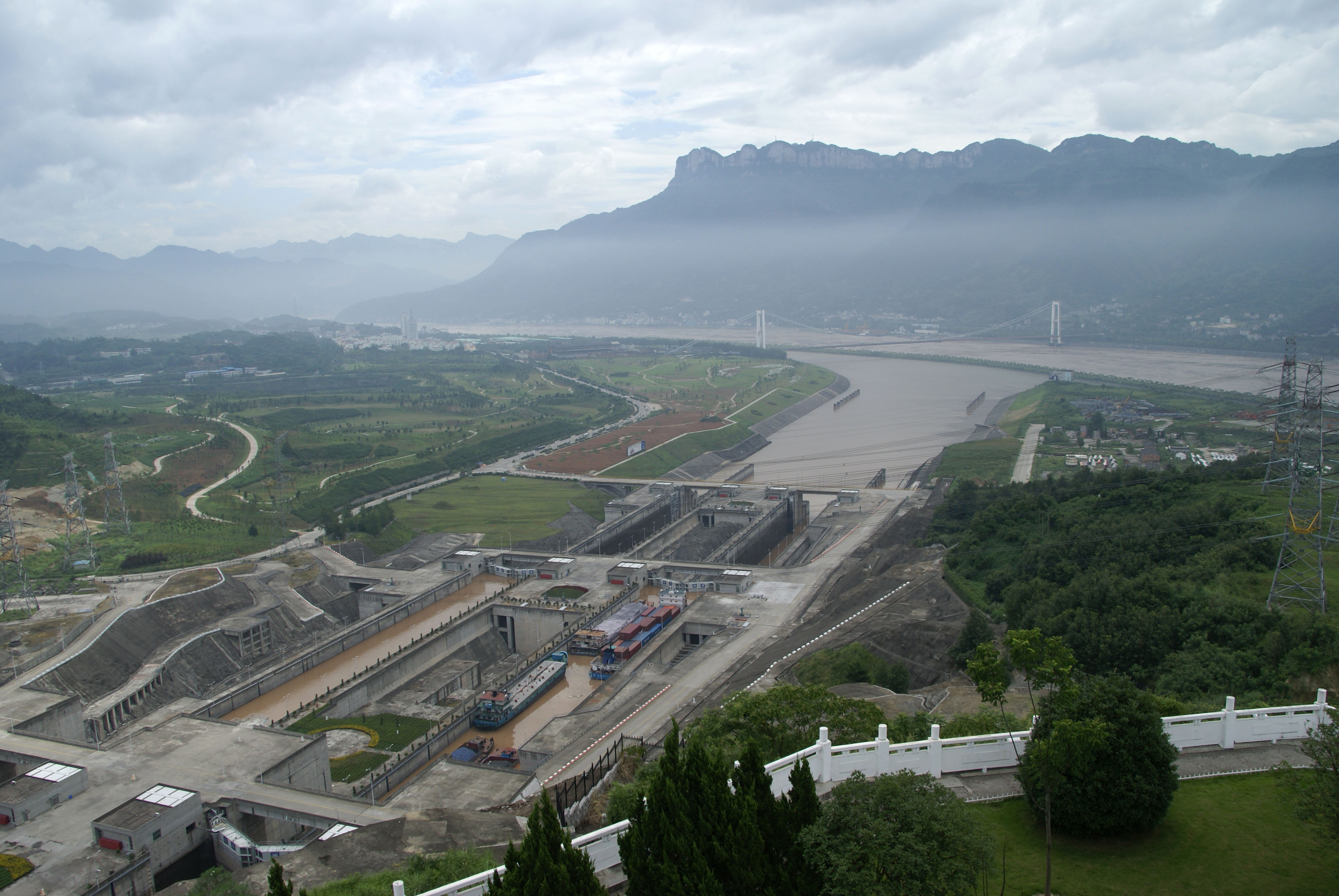
Les deux escaliers d'écluses du barrage des Trois Gorges en 2009 (Chine)

Le principe du plan incliné fut rapidement imaginé pour permettre d'éviter de longs détours. Un des premiers dispositifs créés le fut sur le site de l'actuel canal de Corinthe en Grèce, où dès le VIe siècle avant l'ère chrétienne, une voie pavée, le Diolkos, permettait le passage de bateaux par portage ou sur charrette. Des dispositifs similaires ont également très tôt existé en Chine.
Aux Pays-Bas et en Flandres, des installations semblables furent développées, connues sous le nom d' Overtoom (nl, aux Pays-Bas) ou Overdracht (en Flandres). Les bateaux étaient tractés sur des pentes légères où ils progressaient sur des rondins ou le sol graissé. Overtoom (nl) est par ailleurs le nom d'une rue importante d'Amsterdam où se trouvait un de ces dispositifs. Ailleurs, des pertuis étaient aussi utilisés.
Le premier ascenseur à bateaux du monde fut construit de 1788 à 1789 par Johann Friedrich Mende près de Halsbrücke sur la rivière Mulde, au nord de Freiberg en Saxe, Allemagne. Quatre hommes pouvaient actionner le dispositif des poulies permettant de soulever de petites barges de 3 tonnes à 8 mètres. Un autre ascenseur de ce type fut aussi construit à Großvoigtsberg#Bergbau (de), dans les environs, en 1791 par le même ingénieur, mais sans doute jamais utilisé. Un troisième fut envisagé à Kleinvoigtsberg (de), mais jamais construit.
L'étonnant ascenseur à caisson du canal à charbon du Somersetshire fut expérimenté fin du XVIIIe siècle, mais jamais exploité.
Le premier dispositif utilisant un bac, permettant de ne pas sortir le bateau de l'eau, date de 1875. Il s'agit de l'ascenseur à bateaux d'Anderton en Angleterre. Il vient d'être réhabilité.
En 1893, l'entrepreneur Adrien Hallier étudie un projet d'un canal de jonction entre le Danube et l'Oder avec l'Ingénieur en chef des ponts et chaussées Peslin, proposant une solution, avec plans inclinés et ascenseurs à bateaux. 
Le plus grand ascenseur à bateaux du monde fut l'ascenseur de Strépy-Thieu en Belgique, inauguré en 2002. Le dénivelé entre les deux plans d'eau est de 73,15 mètres, avec deux bacs de 8 000 tonnes fonctionnant indépendamment l'un de l'autre. Ils sont accrochés par des câbles métalliques. Un ouvrage plus imposant encore  en Chine sur le barrage des Trois Gorges a été inauguré le 18 septembre 2016. L'ascenseur à bateaux du barrage des Trois Gorges, avec un bac unique, permet le transport de bateaux sur un dénivelé de 113 mètres. Le bac mesure 120 mètres de long sur 18 mètres de large. Rempli, il pèse 11 800 tonnes. Des navires de 3 000 tonnes devraient pouvoir être transportés.
D'importants dispositifs pourraient par ailleurs être déployés si le projet du canal du Congo était réalisé.